# Constance Mantey
Costance Mantey (31 agosto 1976) è un ex calciatore ghanese, di ruolo portiere.

## Carriera

### Club
Ha sempre giocato nel campionato ghanese.

### Nazionale
Con la maglia della nazionale ha collezionato 2 presenze tra il 1999 e il 2000.

## Palmarès

### Club

#### Competizioni nazionali
- Coppa di Ghana: 1

Asante Kotoko: 1997-1998